# Залопань

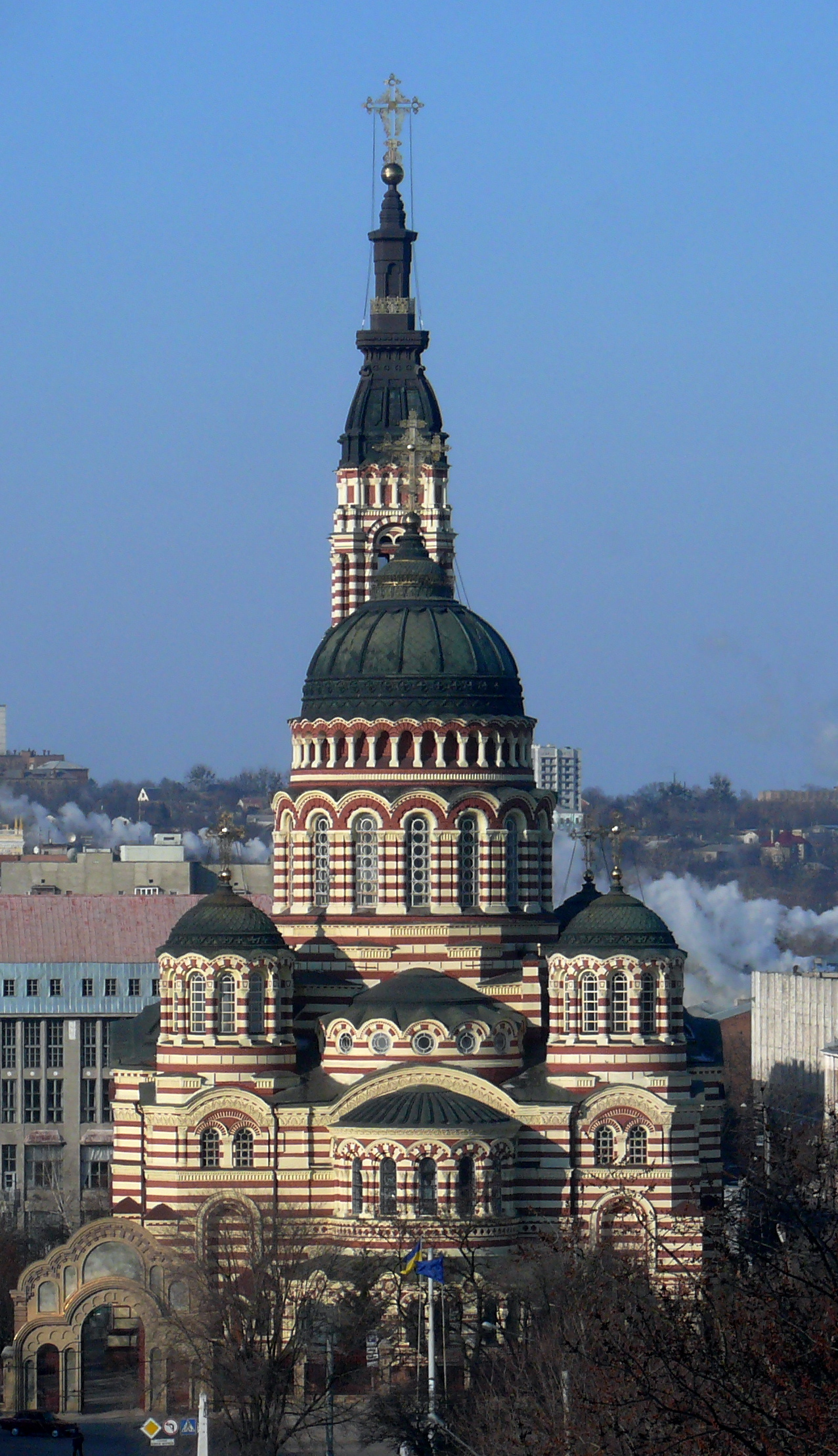
Благовіщенський собор — найвідоміша споруда району.

Залопань — історичний район Харкова, розташований між вулицею Полтавський Шлях, залізничним вокзалом «Харків-Пасажирський» та річкою Лопань. 
Коли Харківська фортеця наприкінці XVII століття почала обростати селищами, у межах сучасних вулиць Чоботарської, Конторської та Ярославської з’явилася Залопанська слобода. Пізніше ця територія увійшла до межі міста та була обнесена кріпосним муром із заходу. 
Активна забудова району почалася 1869 року після появи в Харкові залізниці.